# 1993 في فيجي
فيما يلي قوائم الأحداث التي وقعت خلال عام 1993 في فيجي.

## سياسة

### انتهاء فترة المنصب
- 15 ديسمبر – بينايا غانيلو قائمة رؤساء فيجي.

## مواليد

### سبتمبر
- 17 سبتمبر – وينستون هيل ملاكم فيجي.

## وفيات

### ديسمبر
- 15 ديسمبر – بينايا غانيلو (مواليد 1918) سياسي فيجي.